# Wild Animals
Wild Animals (Yasaeng dongmul bohoguyeog) ist der zweite Film des südkoreanischen Regisseurs Kim Ki-duk. Er ist der einzige, der im Ausland spielt, in Frankreich, wo Kim studierte und als Straßenmaler arbeitete.

## Handlung
Ein nordkoreanischer Ex-Soldat Hong-sang und ein südkoreanischer Straßenmaler Chung-hae (Jo Jae-hyun) treffen in Paris aufeinander. Beide sind illegal dort. Sie entwickeln eine Freundschaft, geraten aber mit den einheimischen Gangstern in Konflikt.

## Kritik/Rezeption
Das Werk lief zum Zeitpunkt des Erscheinens nicht international (das begann erst mit seinem dritten Film) und wurde erst 2002 beim Etrange Festival in Frankreich gezeigt.
Es gilt als eines seiner schlechtesten, nicht zuletzt wegen der schwachen französischen Schauspieler, ist eher filmhistorisch von Bedeutung. (In Real Fiction geht es z. B. wieder um einen Straßenmaler).